# Карпенко, Геннадий Дмитриевич
Генна́дий Дми́триевич Карпе́нко (бел. Генадзь Дзмітрыевіч Карпенка; 17 сентября 1949 — 6 апреля 1999) — белорусский политический деятель. В 1995 году заместитель председателя Верховного Совета Республики Беларусь.

## Биография
В 1972 году окончил Белорусский политехнический институт. Работал в Институте ядерной энергетики Академии наук Беларуси. С 1983 года работал в НПО порошковой металлургии.
В 1987—1990 годах — директор завода порошковой металлургии в Молодечно.
В 1990 году избран депутатом Верховного Совета 12-го созыва, а затем председателем комиссии по науке и научно-техническому прогрессу.
С 1991 по 1994 год — председатель Молодечненского горисполкома. В 1995 году вновь избран депутатом Верховного Совета 13-го созыва, а затем — заместителем председателя Верховного Совета. Заместитель председателя Объединенной гражданской партии, глава созданного белорусской оппозицией Национального исполнительного комитета.
Доктор технических наук, член-корреспондент НАН Беларуси (1994). Автор 40 изобретений.
Скончался Геннадий Карпенко в 7:00 утра от кровоизлияния в мозг 6 апреля 1999 года. За неделю до этого у политика случился инсульт. Родственники и представители оппозиции сомневаются в естественных причинах его смерти, так как Карпенко планировал баллотироваться на пост президента Беларуси.
Прощание с Г. Карпенко было организовано 7 апреля в фойе главного корпуса Национальной академии наук Беларуси. Похоронен в Минске на Восточном кладбище.

## Награды и премии
- Заслуженный деятель науки БССР.
- Государственная премия БССР в области науки и техники.